# Gilera KZ
La KZ è un modello di motocicletta prodotta dal 1986 al 1987 e si tratta di un modello stradale della casa Gilera munito di miscelatore, prodotta nella sola cilindrata 125 cm³, sostituito dalla MX-1.
Presentata a Milano durante l'EICMA del 1985, nel 1986 venne eletta moto dell'anno. Disegnata da Luciano Marabese e disponibile anche nella variante con avviamento elettrico, questo modello era accompagnato dalla Gilera KK, che è identica se non per la carenatura e i serbatoi della benzina (la KK aveva un serbatoio anche sotto il motore).

## Descrizione
La moto è molto semplice nella linea ed è semicarenata (mancano solo le parti laterali), di conseguenza si hanno sia il telaio che il motore a vista, la linea complessiva è comunque molto sagomata per le gambe del pilota, in modo che sia il più protetto e comodo possibile. Il cupolino ha una linea pulita e ospita il singolo faro rettangolare, gli specchietti sono semplici ma aerodinamici, mentre le frecce sono ben visibili, la sella è del tipo monopezzo ed è condivisa sia dal pilota che dal passeggero; il faro posteriore dello stop è singolo e squadrato, ed il rubinetto della benzina si trova a destra della moto. Le forcelle della moto sono telescopiche e normali, il forcellone oscillante è del tipo bibraccio, mentre lo scarico della moto finisce sotto il codino, sul lato sinistro, in un unico silenziatore, le ruote sono a cinque raggi, ma sono molto particolari, dato che questi raggi sembrano creati da una ruota piena (lenticolare) su cui sono stati creati cinque fori cilindrici.
Il motore è l'evoluzione del gruppo della Gilera RV 125, dove viene adottato un sistema APTS (Automatic Power Tuning System), un sistema di valvola di scarico, caratterizzato dalla presenza di una valvola di scarico cilindrica e di un risuonatore, comandati da un interruttore centrifugo che si aziona a 7.500 rpm, in modo da migliorare la potenza e la fluidità del motore.